# Damir Mikec
Damir Mikec (serbisch-kyrillisch Дамир Микец; * 31. März 1984 in Split, SR Kroatien, SFR Jugoslawien) ist ein serbischer Sportschütze.
Bei den Mittelmeerspielen 2005 in Almería gewann er die Bronzemedaille in der Disziplin 10 m Luftpistole. Er nahm an den Olympischen Spielen 2008 in Peking in den Disziplinen Luftpistole 10 Meter und Freie Pistole 50 Meter teil. Für das Finale in Luftpistole 10 Meter konnte er sich nicht qualifizieren. Im Finale Freie Pistole 50 Meter wurde er Siebenter. Beim ISFF Weltcup 2009 in München gewann er in der Disziplin Pistole 50 Meter. In der Disziplin Luftpistole 10 Meter kam er am Ende auf den 23. Platz. Bei der Weltmeisterschaft 2010 in München erreichte Mikec in der Disziplin Pistole 50 Meter den 14. Platz. Bei den Europaspielen 2015 gewann er die Goldmedaille mit der Luftpistole und mit der Freien Pistole. Bei den Olympischen Sommerspielen 2020 in Tokio gewann er bei seiner vierten Olympiateilnahme im Wettkampf über 10 m Luftpistole die Silbermedaille. Bei den Olympischen Spielen 2024 in Paris gelang ihm gemeinsam mit Zorana Arunović der Sieg im 10-m-Luftpistole Mixed-Wettbewerb.
Seine Frau Melissa Mikec war ebenfalls als Sportschützin aktiv.